# Kalu Rinpoche
Kyabje Kalu Rinpoche (1905 - 10 de mayo de 1989) fue un lama budista, maestro de meditación, erudito y profesor. Fue uno de los primeros maestros tibetanos en enseñar en Occidente. En las fuentes francesas se transcribe como Kalou Rinpoche.

## Biografía

### Primeros años y profesores
Kalu Rinpoche nació en 1905 durante el año de la serpiente de madera femenina del calendario lunar tibetano en el distrito de Treshö Gang chi Rawa en la región de Hor de Kham, en el este del Tíbet.
Cuando Kalu Rinpoche tenía quince años, fue enviado a comenzar sus estudios superiores en el monasterio de Palpung, el principal centro de la escuela Karma Kagyü. Permaneció allí durante más de una década, tiempo durante el cual dominó el vasto cuerpo de enseñanza que forma la base filosófica de la práctica budista y completó dos retiros de tres años.
Aproximadamente a la edad de veinticinco años, Kalu Rinpoche dejó Palpung para perseguir la vida de un yogui solitario en los bosques de Khampa. Durante casi quince años, se esforzó por perfeccionar su comprensión de todos los aspectos de las enseñanzas y se hizo famoso en las aldeas y entre los nómadas como representante del camino del Bodhisattva.

### Actividad docente en el Tíbet
Kalu Rinpoche regresó a Palpung para recibir las enseñanzas finales de Drupon Norbu Dondrup, quien le confió la excepcional transmisión de la enseñanza del Shangpa Kagyu. Por orden de Situ Rinpoche, fue nombrado Maestro de Vajra del gran salón de meditación del Monasterio de Palpung, donde durante muchos años dio empoderamientos y enseñanzas.
Durante la década de 1940, Kalu Rinpoche visitó el Tíbet central con el grupo de Situ Rinpoche, y allí enseñó extensamente. Entre sus discípulos se encontraba Reting Rinpoche, regente del Tíbet durante la infancia del decimocuarto dalái lama.
Al regresar a Kham, Kalu Rinpoche se convirtió en el abad del centro de meditación asociado con Palpung y el maestro de meditación del decimosexto Gyalwa Karmapa. Permaneció en esa posición hasta que la situación en el Tíbet lo obligó a exiliarse a la India.

### En exilio
Kalu Rinpoche dejó el Tíbet y se dirigió a Bután en 1955, antes de establecer un monasterio en Sonada, Darjeeling en 1965. El monasterio estaba cerca de Rumtek, la sede de Rangjung Rigpe Dorje, decimosexto Karmapa.
A fines de la década de 1960, Kalu Rinpoche comenzó a atraer discípulos occidentales a la India. En los años 1970, enseñaba extensamente en las Américas y Europa, y durante sus tres visitas a Occidente fundó centros de enseñanza en más de una docena de países. En Francia, estableció el primer centro de retiros para enseñar los retiros tradicionales de tres años de los linajes Shangpa y Karma Kagyu a estudiantes occidentales.

## Controversia

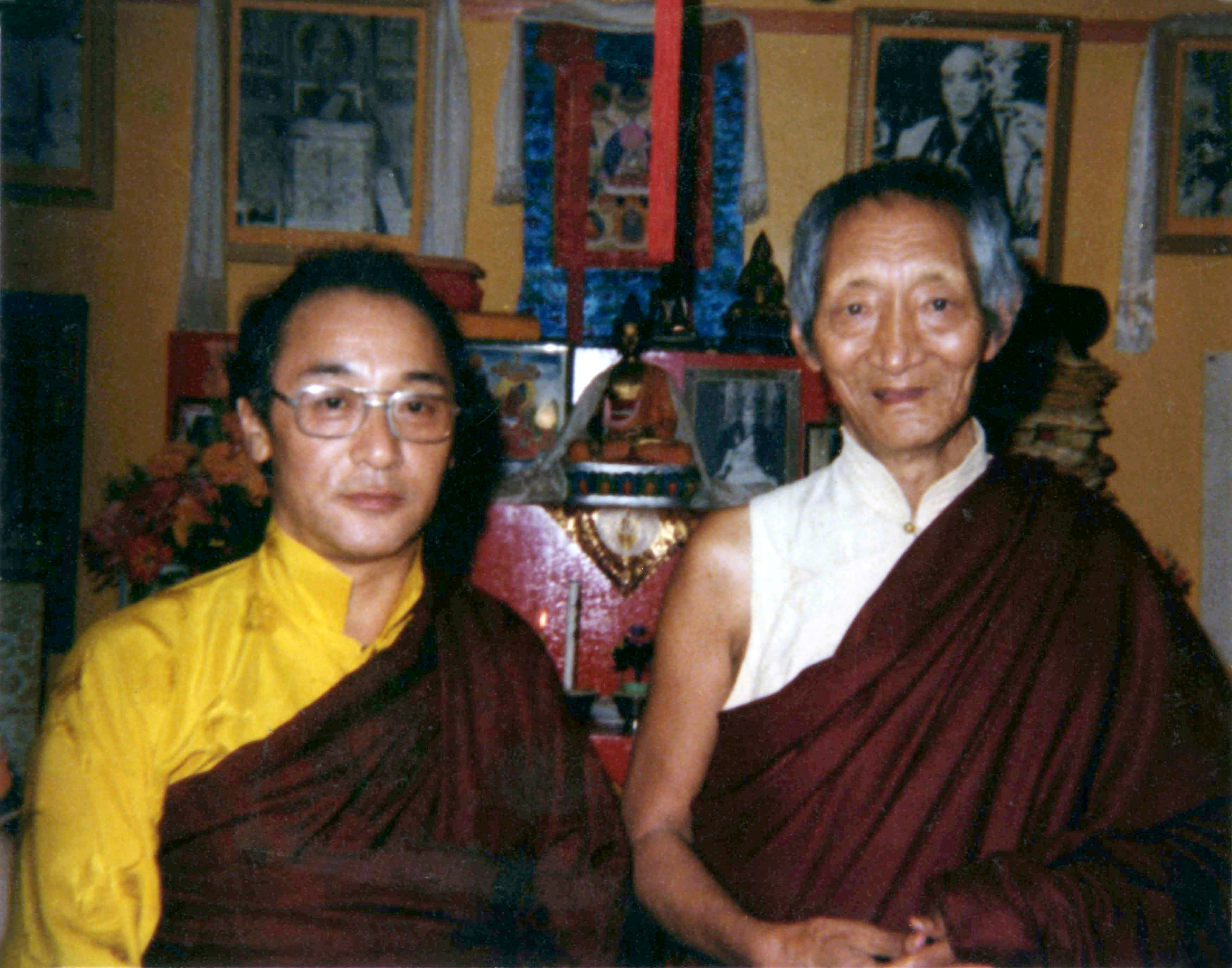
Sus Eminencias Dagchen Sakya Rinpoche y Kyabje Kalu Rinpoche, Wallingford, Seattle (EE. UU., 1978)

June Campbell, una ex monja Kagyu que es feminista académica, actuó como traductora de Kalu Rinpoche durante varios años. En su libro Traveller in Space: Gender, Identity and Tibetan Buddhism, escribe que consintió en participar en lo que luego se dio cuenta de que era una relación sexual abusiva con él, que él le dijo que era una práctica espiritual tántrica. Campbell plantea el mismo tema en varias entrevistas, incluida una con la revista Tricycle en 1996. Desde que se publicó el libro, ha recibido «cartas de mujeres de todo el mundo con experiencias similares y peores» con otros gurús.

## Segundo Kalu Rinpoche
A las 15:00 horas del miércoles 10 de mayo de 1989, Kalu Rinpoche murió en su monasterio de Sonada. El 17 de septiembre de 1990, nació Tulku de Rinpoche en Darjeeling, India, de Lama Gyaltsen y su esposa Drolkar. Lama Gyaltsen había servido desde su juventud como su secretario.
El ex Kalu Rinpoche, él mismo, eligió a través de quién vendría a este mundo. El Tai Situpa Pema Tönyö Nyinje reconoció oficialmente al yangsi (reencarnación joven) de Kalu Rinpoche el 25 de marzo de 1992, explicando que había recibido señales definitivas del propio Kalu Rinpoche. Situ Rinpoche envió una carta de reconocimiento con Lama Gyaltsen al XIV dalái lama, quien inmediatamente confirmó el reconocimiento.
El 28 de febrero de 1993, Yangsi Kalu Rinpoche fue entronizado en Samdrup Tarjayling. El Tai Situpa y Goshir Gyaltsap presidieron la ceremonia, asistidos por el discípulo de Kalu Rinpoche, Bokar Tulku Rinpoche. El Tai Situpa realizó la ceremonia del corte de cabello y otorgó al joven tulku el nombre de Karma Ngedön Tenpay Gyaltsen - («Estandarte de la Victoria de las Enseñanzas del Verdadero Significado»). Ahora se le conoce como el Segundo Kalu Rinpoche. (En los Estados Unidos, la organización Kagyu, Karma Triyana Dharmachakra, reconoce a Yangsi Kalu Rinpoche (1990 al presente) como el tercer Kalu Rinpoche; y Kalu Rinpoche figura como el segundo Kalu Rinpoche).
En el otoño de 2011, Kalu Yangsi dio una charla en la Universidad de British Columbia en Vancouver. Al final de la charla, un estudiante de la audiencia preguntó por su perspectiva sobre el abuso sexual y la sexualización de niños en Occidente. Kalu reveló que fue abusado, hizo una pausa y luego se derrumbó, revelando por primera vez que había sido abusado sexualmente a la edad de 12 por monjes mayores del monasterio al que asistía. Poco después, publicó un video en YouTube para que la historia no se convirtiera en un chisme sin fundamento.